# Alien Sex Fiend
Alien Sex Fiend — гурт з Великої Британії, що виконує пісні у жанрі готичного року. Заснований Ніком Уейдом і його дружиною Кріссі Уейд у 1982 році. Почавши виступати у клубі «Batcave» у Лондоні в 1982 році, гурт швидко набув популярності на готичній сцені завдяки своєму психоделічному похмурому електронно-індустріальному звучанню, важким семплам та маніакальному вокалу. За час існування гурт створив велику дискографію. Швидко переключившись із важкого індастріалу на ембієнтні експериментальні стилі, фани «Alien Sex Fiend» завжди цікавилися, що нового їм піднесе наступний альбом. 
Пісні «Alien Sex Fiend» постійно крутилися в ефірі студентських радіостанцій. Також гурт може похвалитися тим, що вперше випустив 11-дюймовий сингл «E.S.T. (Trip To The Moon)» у жовтні 1984. Їх відеокліп «Now I'm Feeling Zombified» був задіяний у одному з епізодів мультсеріалу «Бівис і Батхед». 
Зараз вони живуть у Кардіффі, Уельс. 

## Дискографія

### Студійні альбоми
- Who's Been Sleeping in My Brain? (1983)
- Acid Bath (1984)
- Maximum Security (1985)
- It — The Album (1986)
- The First Alien Sex Fiend Compact Disc (1986)
- Here Cum Germs (1987)
- The Impossible Mission (міні-альбом для США) (1987)
- Another Planet (1988)
- Curse (1990)
- Open Head Surgery (1992)
- The Legendary Batcave Tapes (1993)
- Inferno (1994)
- Nocturnal Emissions (1997)
- Nocturnal Emissions (Special Edition) (2000)
- Information Overload (2004)
- Death Trip (2010)

### Концертні альбоми
- Liquid Head in Tokyo (1985)
- Too Much Acid? (1989)
- The Altered States of America (1993)
- Flashbacks! (Live 1995-1998) (2001)

### Збірки
- All Our Yesterdays (1988)
- Drive My Rocket (USA) (1994)
- I'm Her Frankenstein (USA) (1995)
- The Singles 1983-1995 (1995)
- War Dance of the Alien Sex Fiend (1997)
- The Batcave Masters (USA) (1998)
- Fiend at the Controls Vols 1 & 2 (1999)
- The Best of Alien Sex Fiend (2001)
- Friend Club (2005)
- The Very Best of Alien Sex Fiend (2005)
- Para-Abnormal (2006)

## Цікаві факти
- У фільмі Марс атакує! Річі Норріс був одягнений у футболку із символікою Alien Sex Fiend